# 福岡県道759号壱丁原白口線
福岡県道759号壱丁原白口線（ふくおかけんどう759ごう いっちょうばるしらくちせん）は、福岡県久留米市を通る一般県道である。

## 概要
久留米市三潴町壱町原から久留米市荒木町白口に至る。
久留米市三潴町壱丁原から久留米市三瀦町玉満にかけては1車線ほどの自動車同士のすれ違い困難な区間がある。
その他の区間は2車線ではあるものの、幅員が狭い場所が多く、大型車のすれ違いや歩行者、自転車等に注意を要する。

### 路線データ
- 起点：福岡県久留米市三潴町壱町原（福岡県道710号宮本大川線交点）
- 終点：福岡県久留米市荒木町白口（荒木三差路交差点、福岡県道756号中津白口線交点）
- 総延長：4.9 km[1]

## 路線状況

### 重複区間
- 福岡県道84号三潴上陽線（久留米市三潴町玉満・新茶屋交差点 - 久留米市三潴町田川・田川東入口交差点）
- 福岡県道761号本村田川線（久留米市三潴町田川）

### 道路施設

#### 橋梁
- 入道橋（久留米市）
- 栗林橋（久留米市）
- 市ノ左右橋（久留米市）
- 下牟田橋（久留米市）
- 天神前橋（久留米市）
- 三川橋（広川、久留米市）
- 梅林橋（野添川、久留米市）

## 地理

### 通過する自治体
- 久留米市

### 交差する道路
| 交差する道路                                                 | 交差する場所 | 交差する場所            |
| ------------------------------------------------------------ | ------------ | ----------------------- |
| 福岡県道710号宮本大川線                                      | 三潴町壱町原 | 起点                    |
| 佐賀県道・福岡県道15号佐賀八女線                             | 三潴町壱町原 |                         |
| 福岡県道23号久留米柳川線 福岡県道84号三潴上陽線 重複区間起点 | 三潴町玉満   | 新茶屋交差点            |
| 福岡県道761号本村田川線 重複区間起点                         | 三潴町田川   |                         |
| 福岡県道761号本村田川線 重複区間終点                         | 三潴町田川   |                         |
| 福岡県道84号三潴上陽線 重複区間終点                          | 三潴町田川   | 田川東入口交差点        |
| 福岡県道763号宮本荒木線                                      | 荒木町下荒木 | 荒木十字路交差点        |
| 福岡県道756号中津白口線                                      | 荒木町白口   | 荒木三差路交差点 / 終点 |

### 交差する鉄道
- 西鉄天神大牟田線

### 沿線
- 久留米市立三潴中学校
- 久留米市三潴総合支所
- 西鉄天神大牟田線 三潴駅
- JR九州鹿児島本線 荒木駅